# Arimneste
Arimneste (in greco antico: Ἀριμνήστη?, Arimnéstē; fl. IV secolo a.C.) è stata figlia di Nicomaco e Phaestis e sorella maggiore di Aristotele.
Aristotele ebbe, inoltre, un fratello chiamato Arimnesto.
Arimneste sposò Prosseno di Atarneo ed ebbe una figlia, Hero, e un figlio, Nicanore.
Hero fu madre di Callistene di Olinto. Nicanore prese in moglie la figlia di Aristotele, Pizia.